# (4926) Smoktunovskij
(4926) Smoktunovskij est un astéroïde de la ceinture principale.

## Description
(4926) Smoktunovskij est un astéroïde de la ceinture principale. Il fut découvert le 16 septembre 1982 à Nauchnyj par Lioudmila Tchernykh. Il présente une orbite caractérisée par un demi-grand axe de 2,83 UA, une excentricité de 0,05 et une inclinaison de 1,3° par rapport à l'écliptique.

## Compléments